# Команданте
Команданте (ісп. Comandante) — військове звання в іспаномовних країнах (також означає в ряді випадків «комендант», «командир», наприклад, командир повітряного судна). В іспанській армії звання вважається рівнозначним званню майора, в венесуельської армії — званню підполковника. Аналог французького звання коммандант. Спочатку в іспанській армії цим терміном позначався старший з капітанів-командирів рот, який отримував тимчасову владу над двома або більше ротами і їх командирами.
У період революції на Кубі в 1956 —1959 роках — найвище звання серед повстанців, які навмисно не присвоювали один одному вищого військового звання, ніж майор. Найвідоміші — Фідель Кастро, Че Гевара, Каміло Сьєнфуегос. Звання команданте носив президент Гвінеї-Бісау Жуан Бернарду Вієйра. Звання «команданте» також вважається вищим військовим званням Революційних збройних сил Колумбії (ФАРК). Це звання носив Головнокомандувач ФАРК Мануель Маруланда.